# Cimetière ancien de Vitry-sur-Seine
Le cimetière ancien de Vitry-sur-Seine est un des cimetières communaux de la commune de Vitry-sur-Seine, dans le département du Val-de-Marne. Il est situé rue du Général-de-Gaulle, anciennement rue Montebello.

## Description
Ce cimetière comprend une zone d'inhumation dite en terrains concédés, de 4 000 concessions réparties en 13 divisions. Sa superficie s'élève à deux hectares.
Il s'y trouve un monument aux morts de la Première Guerre mondiale.
L'application de la réglementation sur les usages des produits phytosanitaires donne une identité écologique marquée à ce cimetière. Toutefois, la sobriété de l'esthétique contemporaine donne à ce cimetière un aspect plus minéral que celui des chapelles et concessions anciennes.

## Historique

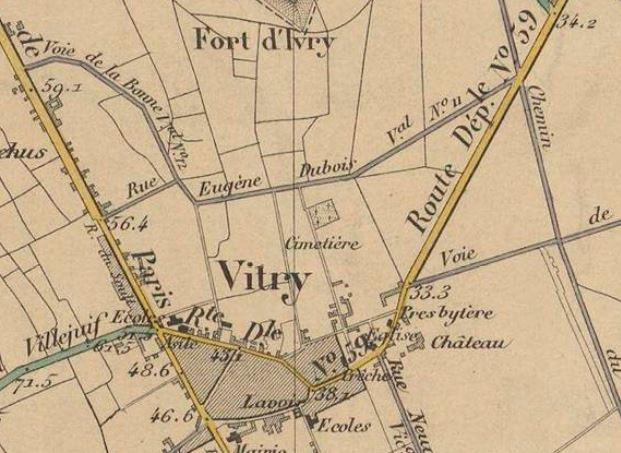
Cimetière ancien de Vitry-sur-Seine, carte du département de la Seine, 1890.

Comme bien souvent, le cimetière du village se trouvait disposé autour de l'église paroissiale; D'après l'abbé Lebeuf, saint Louis s'y arrêta. 
À la suite de la promulgation du décret impérial sur les sépultures en 1804, ce qui est aujourd'hui le cimetière ancien fut créé en 1829.
La commune de Vitry-sur-Seine est membre du Syndicat intercommunal funéraire de la région parisienne.

## Personnalités

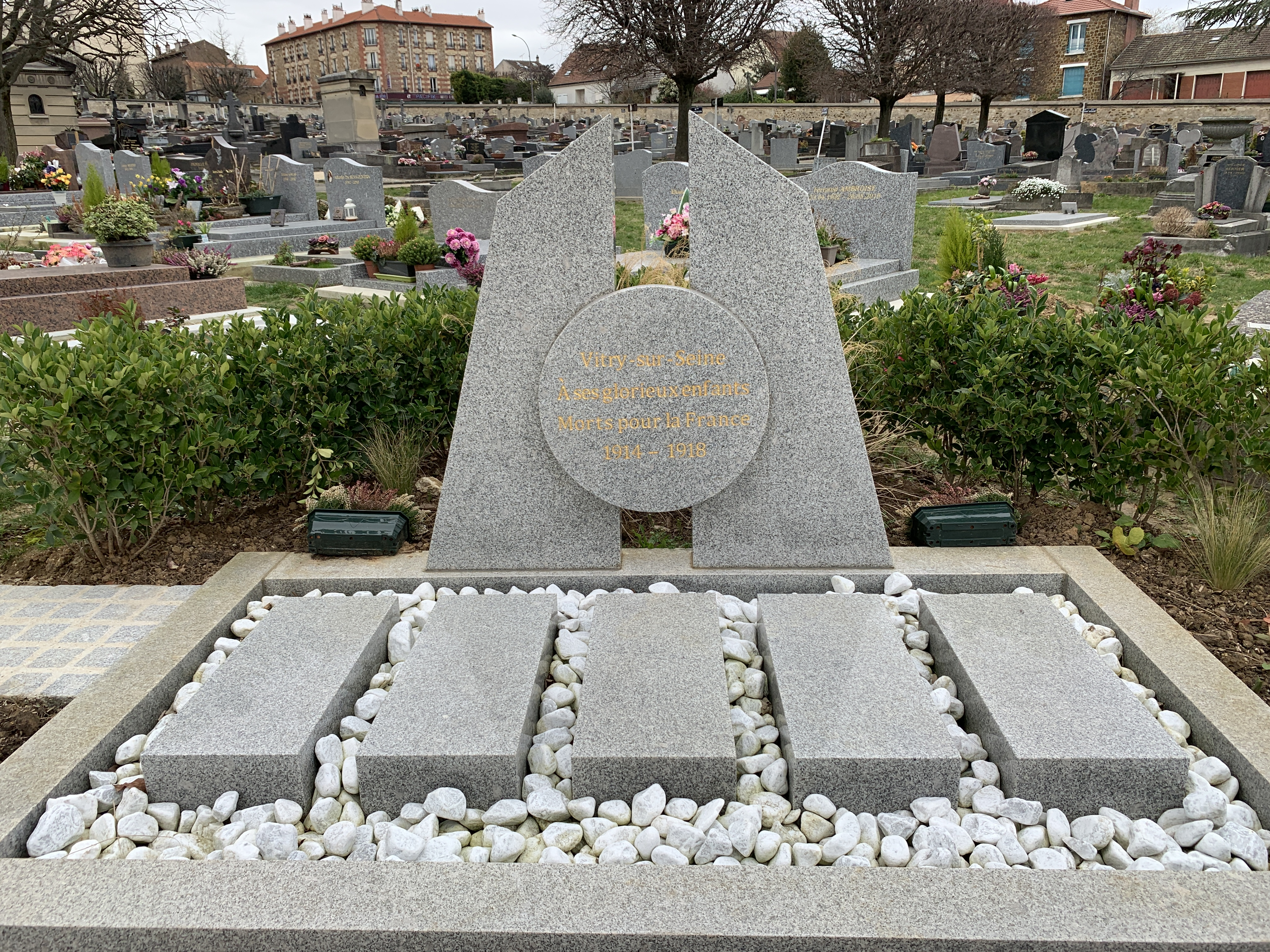
Monuments aux morts 1914-1918.

- Marcel Laurent, exécuté le 1er août 1944, résistant FTPF[9].
- Alexis Loiseau, F.F.I., mort de ses blessures le 21 août 1944 à Paris. Il est inhumé dans le carré militaire[10],[11].
- Le choriste Érick Bamy (1949-2014).

La stèle du monument aux morts indique: « Vitry-sur-Seine / À ses glorieux enfants / Morts pour la France / 1914 - 1918 ».